# Isaac Updike

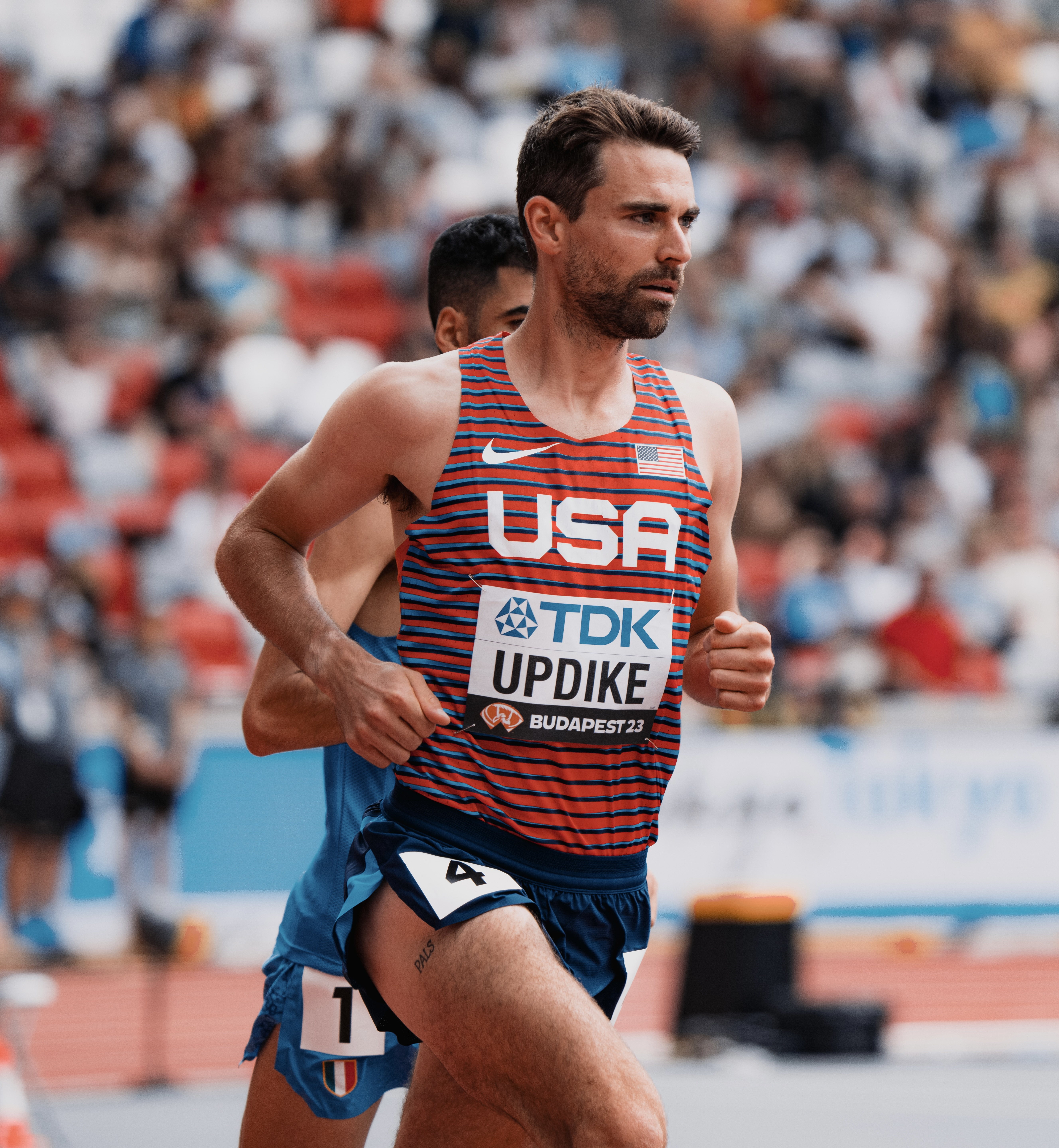
Updike bei den Leichtathletik-Weltmeisterschaften 2023

Isaac Updike (* 21. März 1992 in Ketchikan, Alaska) ist ein US-amerikanischer Leichtathlet, der sich auf den Hindernislauf spezialisiert hat.

## Sportliche Laufbahn
Isaac Updike wuchs in Alaska auf und studierte an der Eastern Oregon University. Erste internationale Erfahrungen sammelte er im Jahr 2023, als er bei den Weltmeisterschaften in Budapest mit 8:30,67 min im Finale auf den 16. Platz über 3000 m Hindernis gelangte.

## Persönliche Bestleistungen
- 1500 Meter: 3:39,84 min, 10. Juni 2023 in Oordegem
- Meile: 3:58,26 min, 18. Juli 2021 in Mission Viejo
- 3000 m Hindernis: 8:17,47 min, 17. Juni 2023 in Nizza